# Sebastian Wolfgruber
Sebastian Wolfgruber (* 1992 in Rosenheim) ist ein deutscher Jazzmusiker (Schlagzeug).

## Leben und Wirken
Wolfgruber, der in Großkarolinenfeld aufwuchs, begann mit 14 Jahren Schlagzeug zu spielen, um dann an der Hochschule für Musik München zu studieren. Seit 2012 ist er Mitglied im Trio LBT von Leo Betzl, der gleichfalls aus Großkarolinenfeld stammt und ihn bereits als Schüler in den Jazz einführte. Mit LBT hat er drei Alben und eine EP veröffentlicht. Weiterhin spielt er mit ehemaligen Kommilitonen im Fusionquintett Fazer, aus dem auch als Ableger das Projekt Fazer Drums als Duo mit Simon Popp, dem anderen Schlagzeuger von Fazer entstanden ist. Zudem gehört er zu Embryo (Live Behind the Green Door) und  zum Quintett von Valentin Preißler (Der wehmütige Elefant, 2021). Er trat weiterhin mit Tia Fuller auf.
Mit LBT gewann Wolfgruber 2018 das Finale des BMW Welt Jazz Award, 2019 den Nachwuchs-Jazzpreis der Jazzwoche Burghausen.

## Diskographische Hinweise
- Fazer Mara (Fazer 2018, mit Matthias Lindermayr, Martin Brugger, Paul Brändle, Simon Popp)[6]
- Fazer: Nadi (2019)
- LBT: Stereo (Enja 2020)[7]
- Fazer Drums Sound Measures (2020)[8]
- Fazer: Plex (2022)
- Endern: free/transcript (Boomslang Records, 2024, mit Moritz Stahl und Sebastian Pfeifer)[9]